# Giuseppina Leone
Giuseppina Leone   (Torí, 21 de desembre de 1934) és una atleta italiana, ja retirada, especialista en curses de velocitat, que va competir durant les dècades de 1950 i 1960.
El 1952 va prendre part en els Jocs Olímpics d'Estiu de Hèlsinki, on disputà dues proves del programa d'atletisme. En ambdues proves quedà eliminada en sèries. Quatre anys més tard, als Jocs de Melbourne, disputà tres proves del programa d'atletisme. Fou cinquena en els 100 i 4x100 metres, mentre en els 200 metres quedà eliminada en sèries. La seva tercera i darrera participació en uns Jocs fou el 1960, a Roma, on tornà a disputar tres proves del programa d'atletisme. Guanyà la medalla de bronze en els 100 metres, en finalitzar rere Wilma Rudolph i Dorothy Hyman, fou cinquena en els 4x100 metres i sisena en els 200 metres.
En el seu palmarès també destaca una medalla de bronze en la prova dels 4x100 metres del Campionat d'Europa d'atletisme de 1954, formant equip amb Maria Musso, Letizia Bertoni i Milena Greppi. Guanyà dues medalles d'or i dues de bronze als International University Games i dues d'or a la Universíada de 1959. Guanyà vint-i-quatre campionats nacionals, nou dels 100 metres (de 1952 a 1960), nou dels 200 metres (de 1952 a 1960) i cinc dels 4x100 metres (1955, 1956, 1958, 1959 i 1962). Va millorar en nombroses ocasions el rècord italià de 100 i 200 metres i el 1956 aconseguí el rècord d'Europa dels 100 metres.

## Millors marques
- 100 metres. 11.4" (1956)
- 200 metres. 23.7" (1960)[7]